# La marrana
La marrana és una pel·lícula de comèdia espanyola dirigida i escrita en 1992 per José Luis Cuerda i interpretada per Alfredo Landa i Antonio Resines, que pretén donar una visió alternativa de la situació a Espanya el 1492.

## Argument
Ambientada després de la finalització de la presa de Granada per les tropes cristianes (1482-1491), sota el context de l'emissió del decret d'expulsió dels jueus d'Espanya mitjançant l'Edicte de Granada del 31 de març de 1492. Bartolomé, un pobre pagès cristià (Alfredo Landa), es topa amb la processó sefardita errant. Tracta de tallar-los el pas demanant a canvi una mica de menjar. Aquests l'enganyen regalant-li un cistell del que aparentment era menjar, però que al final resulta ser draps tacats de femta humans. Bartolomé tracta de perseguir-los, però dos agutzils li ho impedeixen i fan que segueixi el seu camí en una altra direcció.
Arribada la nit, es refugia en una casa abandonada i tracta de caçar una rata llançant-li una pedra, però no encerta. Maleeix Déu per tenir tan mala sort i s'ensorra la casa. Bartolomé ha de sortir fugint i trobar un nou refugi. Aleshores troba una truja i tracta de matar-la amb un ganivet, però Ruy (Antonio Resines) li ho impedeix. Després d'un estira i arronsa Ruy li confessa que és un desertor de l'exèrcit de Granada i que fuig cap a Portugal amb la seva truja. Demanen aixopluc a un convent, on Fray Jerónimo els dona de menjar i els explica els plans de la monarquia per enviar uns vaixells comandats per Cristòfor Colom cap a les Índies i que necessiten voluntaris. Després de visitar un bordell, malgrat els consells de Fray Juan, Ruy decideix fugir amb una de les prostitutes per enrolar-se cap a les Índies, però l'amo del bordell ho impedeix. Pel camí s'uneixen a un cantaire cec (Agustín González) i un trobador seductor (El Gran Wyoming) fins que finalment arriben a la ciutat on allistar-se, però són enganyats pel delinqüent Bartolomé de Torres (Antonio Dechent), qui els llença per un terraplè i els roba la truja.
Passats uns mesos i després de recuperar-se, la pel·lícula ens porta directament al 12 d'octubre de 1492, dia del descobriment del nou continent. La pel·lícula finalitza amb una reflexió de Bartolomé dient que potser aquest viatge no seria tan important i que, en el cas que sí que ho fos, es realitzarien noves expedicions en els quals podrien embarcar-se.

## Repartiment
- Alfredo Landa... Bartolomé
- Antonio Resines... Ruy
- Manuel Alexandre... Fray Jerónimo
- Fernando Rey... Fray Juan
- Cayetana Guillén Cuervo... Prostituta
- Agustín González... Cec
- El Gran Wyoming... Trovador
- Antonio Gamero... Encarregat del bordell
- Marta Dualde... Prostituta de Bartolomé
- Antonio Dechent... Bartolomé de Torres
- Gabriel Latorre... Jueu
- Cristina Collado... Dona del jueu
- Paco Maestre... Guàrdia I
- Julio César Acera... Guàrdia II
- Mario Gallego... Zancudo
- Juan Manuel Chiapella... Agutzil
- Enrique Martínez... Criat jueu
- Raquel Tudela... Criada jueva
- Maite Jiménez... Presa
- Raúl De la Morera... Diego Arana
- José Luis Cuerda ... Impressor
- Alfredo Alcaín... Magistrat
- Hans Burman... Bartolomé García (com a Hans Burmann)
- Javier Artiñano... Javier de Artiñano
- Rafael Díaz-Salgado... Assaltant 1
- Joaquín Collantes... Jugador
- Fernando Almela... Client
- Fernando Huici... Soldat
- Cayetano Olaizola... Assaltant 2
- Rodolfo Montero... Alfonso Clavijo
- Jesús Del Olmo... Juan de Moguer
- Fernando Menor... Pedro Izquierdo
- Fernando Serrano... Chahu Lequeitio

## Palmarès cinematogràfic
VII Premis Goya
| Categoria         | Persona       | Resultat  |
| ----------------- | ------------- | --------- |
| Millor actor      | Alfredo Landa | Guanyador |
| Millor fotografia | Hans Burman   | Candidat  |